# Lóránd Turos
Lóránd Turos (n. 18 martie 1977, Carei, Satu Mare, România) este un senator român, ales în 2016. 